# Gustaf Hasselhuhn
Erik Gustaf Hasselhuhn, född 29 augusti 1855 i Härnösand, död 2 februari 1910 i London, var en svensk ingenjör och etsare.
Han var son till färgerifabrikören Abraham Gustaf Bernhard Hasselhuhn och Octavia Agneta Regnander. Hasselhuhn studerade till ingenjör vid Tekniska elementarskolan i Örebro. Han var anställd som ritare vid Härnösands mekaniska verkstad 1880–1882 och som konstruktör vid Nordenfelts vapenfabrik i London 1882–1888. Därefter som ingenjör vid Nordenfelts Guns and Ammunition Company i Erith. Han lärde sig etsa för Axel Tallberg i London och utförde då små blad med landskap och figurbilder. Han medverkade i Grafiska sällskapets utställning på Nationalmuseum i Stockholm 1889 och var representerad vid sällskapets utställning i Stockholm årsskiftet 1911–1912. Hasselhuhn är representerad vid Nationalmuseum  och i Kungliga biblioteket i Stockholm.